# Wadi Halfa
Wadi Halfa (en árabe: وادي حلفا) es una ciudad (terra nulius) situada en el norteño estado sudanés de Norte, en la orilla del lago Nubia (la parte sudanesa del lago Nasser) formado por la presa de Asuán. Es el final de la línea de tren de Jartum y el punto donde las mercancías son transferidas del tren a barcos que bajan el curso del río Nilo. La población de la ciudad la conforman unas 15.000 personas (2005). 
En la zona se han descubiertos grandes yacimientos arqueológicos.
Los Egipcios consolidan las conquistas estas tierras del reino de Kush (Nubia) durante el Reino Nuevo. Y es en Wadi Halfa donde se menciona el registro de un obelisco que conmemora la coronación de Tutmosis I,  y se mencionan a los reyes de la dinastía XVIII y a la reina Amosis Nefertari. 
En las imágenes de Google earth se pueden observar muchas estructuras arqueológicas parcialmente y bajo el agua. Al parecer debido a la elevación de las aguas con la presa de Asuán.